# Kainreith
Kainreith ist eine Ortschaft und eine Katastralgemeinde der Gemeinde Sigmundsherberg im Bezirk Horn in Niederösterreich.

## Siedlungsentwicklung
Zum Jahreswechsel 1979/1980 befanden sich in der Katastralgemeinde Kainreith insgesamt 108 Bauflächen mit 46.760 m² und 106 Gärten auf 70.450 m², 1989/1990 gab es 88 Bauflächen. 1999/2000 war die Zahl der Bauflächen auf 100 angewachsen und 2009/2010 bestanden 130 Gebäude auf 291 Bauflächen.

## Geschichte
Laut Adressbuch von Österreich waren im Jahr 1938 in der Ortsgemeinde Kainreith ein Bäcker, ein Binder, ein Gastwirt, drei Gemischtwarenhändler, zwei Marktfahrer, eine Milchgenossenschaft, ein Sägewerk, ein Schlosser, ein Schmied, ein Schneider und zwei Schneiderinnen, drei Schuster, ein Tischler, ein Wagner, ein Zimmermeister und mehrere Landwirte ansässig. Des Weiteren gab es außerhalb des Ortes eine Ziegelei.

## Bodennutzung
Die Katastralgemeinde ist landwirtschaftlich geprägt. 396 Hektar wurden zum Jahreswechsel 1979/1980 landwirtschaftlich genutzt und 240 Hektar waren forstwirtschaftlich geführte Waldflächen. 1999/2000 wurde auf 394 Hektar Landwirtschaft betrieben und 237 Hektar waren als forstwirtschaftlich genutzte Flächen ausgewiesen. Ende 2018 waren 381 Hektar als landwirtschaftliche Flächen genutzt und Forstwirtschaft wurde auf 239 Hektar betrieben. Die durchschnittliche Bodenklimazahl von Kainreith beträgt 45,6 (Stand 2010).